# 岩崎盈子
岩崎 盈子（いわさき えいこ、1906年7月19日 - 1935年5月）は、日本の社会活動家、フェミニスト、評論家である。

## 生涯
日本女子大学校卒業後、大阪府庁の社会課に委託職員として勤める。日本共産党の秘密党員であった川上貫一は上司であり、その影響で岩崎も日本共産党に秘密入党して社会運動に携わりつつ、女性や児童についての評論活動を行った。1933年、昭和8年大阪共産党大検挙事件で治安維持法の容疑で逮捕、1935年5月に結核に罹患して病死した。享年29歳。病死する直前に評論集「婦人と児童の問題」を刊行した。岩崎の評論集は1995年に久山社から再版されている。友人に松本員枝がいる。

## 言葉
- 家庭の社会化は婦人解放の表象である(「婦人と児童の問題」)[1]。

## 著書
- 上笙一郎（編）、岩崎盈子（著）「日本〈子どもの権利〉叢書 １０ 婦人と児童の問題」1995年 久山社 ISBN 4906563163